# Herbert Woodfield Paul
Herbert Woodfield Paul (* 16. Januar 1853 in Finedon; † 4. August 1935) war ein britischer Politiker und Sachbuchautor.

## Leben
Paul war ältester Sohn des örtlichen Vikars George Woodfield Paul und dessen Ehefrau Jessie Philippa in Finedon, Northamptonshire. Er besuchte das Eton College sowie das Corpus Christi College der Universität Oxford. Dort war er Präsident der Oxford Union. 1878 wurde Paul in das Lincoln’s Inn aufgenommen, er wurde jedoch nie als Jurist tätig, um sich auf seine schriftstellerischen Arbeiten zu konzentrieren. So etablierte er sich als Journalist der The Daily News. 1883 ehelichte Paul Elinor Budworth, mit der er zwei Kinder zeugte, einen Sohn und eine Tochter. Zwischen 1901 und 1910 veröffentlichte Paul sieben Bücher, von denen das fünfbändige History of Modern England als das bedeutendste angesehen wird. Er verstarb 1935.

## Politischer Werdegang
Bei den Unterhauswahlen 1892 bewarb sich Paul für die Liberal Party um das Mandat des Wahlkreises Edinburgh South. Er beerbte dabei seinen Parteikollegen Hugh Childers, welcher das Mandat seit 1886 innehatte und zu diesen Wahlen nicht mehr antrat. Am Wahltag setzte sich Paul gegen den Liberalen Unionisten Lewis McIver durch und zog in der Folge erstmals in das britische Unterhaus ein. Bei den folgenden Unterhauswahlen 1895 konnte Paul sein Mandat nicht verteidigen. Er unterlag dem Liberalen Unionisten Robert Cox und schied zunächst aus dem Unterhaus aus.
Erst zu den Wahlen 1906 kandidierte Paul abermals. Zwischenzeitlich war er in seine Heimat nach Northamptonshire zurückgekehrt und bewarb sich um das Mandat des Wahlkreises Northampton. Neben seinem Parteikollegen John Greenwood Shipman erhielt er eines von zwei Mandaten des Wahlkreises. Von einem Nervenzusammenbruch im Jahre 1907 erholte sich Paul nur langsam und trat zu den Unterhauswahlen im Januar 1910 nicht mehr an.

## Werke
- Men and Letters, 1901
- Life of W. E. Gladstone, 1901
- Matthew Arnold, 1902
- History of Modern England, 1904–6 (5 Bände)
- Life of Froude, 1905
- Stray Leaves, 1906
- Famous Speeches, 1910